# Anahita
Anahita (auch Anāhīd, Anāhītā und Anaitis) ist eine altiranische Göttin. Die älteste Überlieferung stammt aus dem Avesta, in dem ihr ein ganzes Kapitel gewidmet ist. Anahita ist die Göttin des Wassers und von ihrer himmlischen Quelle stammt alles Wasser der Erde ab. Sie ist die Göttin für die Fruchtbarkeit der Mütter und sichert gesunde Nachkommen der Menschen.

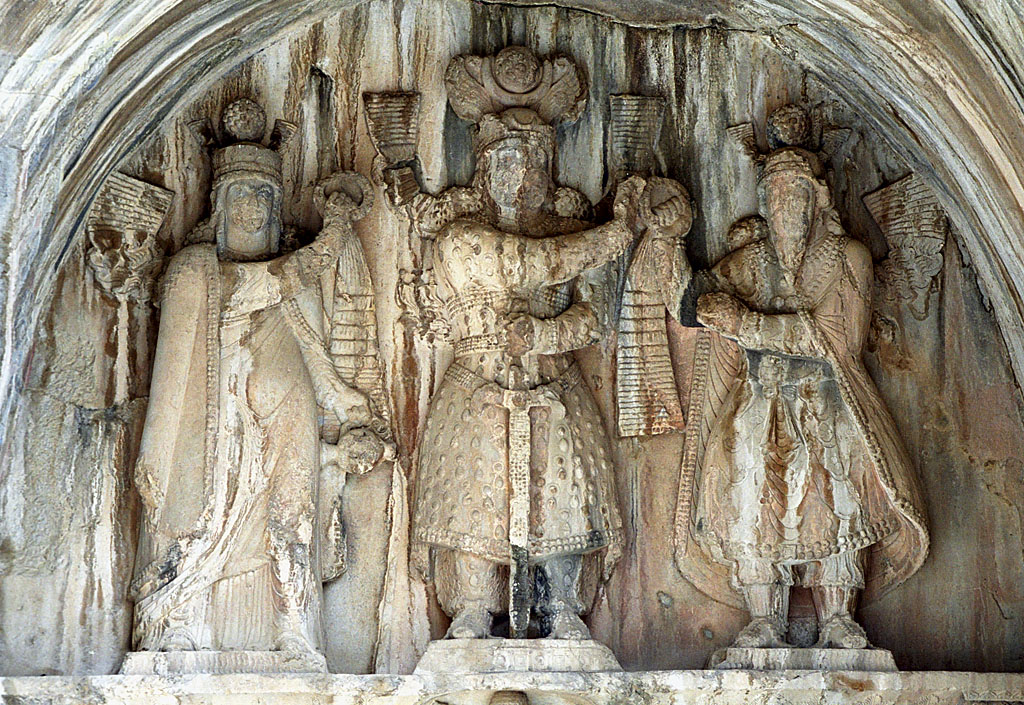
Darstellung Anahitas in Taq-e Bostan: Felsskulptur mit Chosrau II. in der Mitte, Anahita links und Ahura Mazda rechts im Bild. Iran.

## Herkunft des Namens
In der Liturgie des Avestas lautet ihr voller Name Ardvi Sura Anahita (Ardwīsūr Anāhīd). Das Wort „Ardvi“ kommt im Avestischen ansonsten nicht vor und muss entsprechend als Eigenname gedeutet werden. Etymologisch rekonstruiert könnte es etwa „feucht“ bedeuten. Dagegen sind „Sura“ („mächtig“ oder „heroisch“) und „Anahita“ (an-ahita „nicht beschmutzt“, „unbefleckt“ oder „nicht unrein“) gewöhnliche Adjektive und erscheinen als solche auch in Verbindung mit anderen Yazatas. In der Tradition erscheint sie entsprechend als „Ardwisur Anahid“, „Ardwisur Nahid“, nur „Ardwisur“ oder als „Anahid“ (mittelpersisch ʾnʾhyt' Anāhīd [Buch-Pahlavi]). Letzteres bleibt auch die allgemeine neupersische Form (ناهید Nāhīd) und ist ein weiblicher Vorname sowohl unter Zoroastriern als auch unter den verschiedenen nicht-zoroastrischen iranischen Völkern.

## Eigenschaften
Wasser (in allen Aggregatzuständen, avestisch: apo, mittelpersisch/neupersisch ab) hat im zoroastrischen Glauben einen außerordentlich hohen Rang, gleichgesetzt mit dem des Feuers. Es gibt insgesamt fünf zoroastrische Yazatas (unter anderem alle drei Ahuras), die direkt mit Wasser assoziiert sind. Als Vertreterin des „Weltflusses“ ist Anahita von besonderer Bedeutung, nicht zuletzt, weil sie am meisten mit der Weisheit (Mazda) verbunden ist. Diese Assoziation ist ein Merkmal beider Flussgöttinnen der indo-iranischen Sakralliteratur, also der zoroastrisch-iranischen Ardvi Sura Anahita und der vedisch-indischen Sarasvati.
Im Aban Yasht des Avesta wird Anahita – entsprechend der Verbindung von Wasser und Fruchtbarkeit – als Beschützerin des Samens, des Uterus, der Mutterschaft und Muttermilch beschrieben. In anthropomorpher Gestalt erscheint Anahita als schönes, junges Mädchen und trägt Gold und eine Sternenkrone. Ihr Wagen wird von vier Pferden gezogen, welche der Wind, die Wolken, der Regen und der Schneeregen sind.
Die Liturgie gibt Anahita auch martialische Eigenschaften, wortgetreu dieselben, die die Figur der Ashi in der iranischen Mythologie besitzt („Glück“, „Großzügigkeit“), und sie wird in der Schlacht um Beistand angerufen. Gemäß Aban Yasht verrichtete bereits der mythische König Haoshyangha Paradata (neupersisch Huschang aus der Dynastie der Pishdadian wie im Schāhnāme Firdausis) auf dem Berge Hara ein Gebet an Anahita und bat sie um Erfolg und Unterstützung. Auch gilt sie als Beschützerin der Herden, Äcker und Höhlenbewohner.

## Entwicklung des Kultes

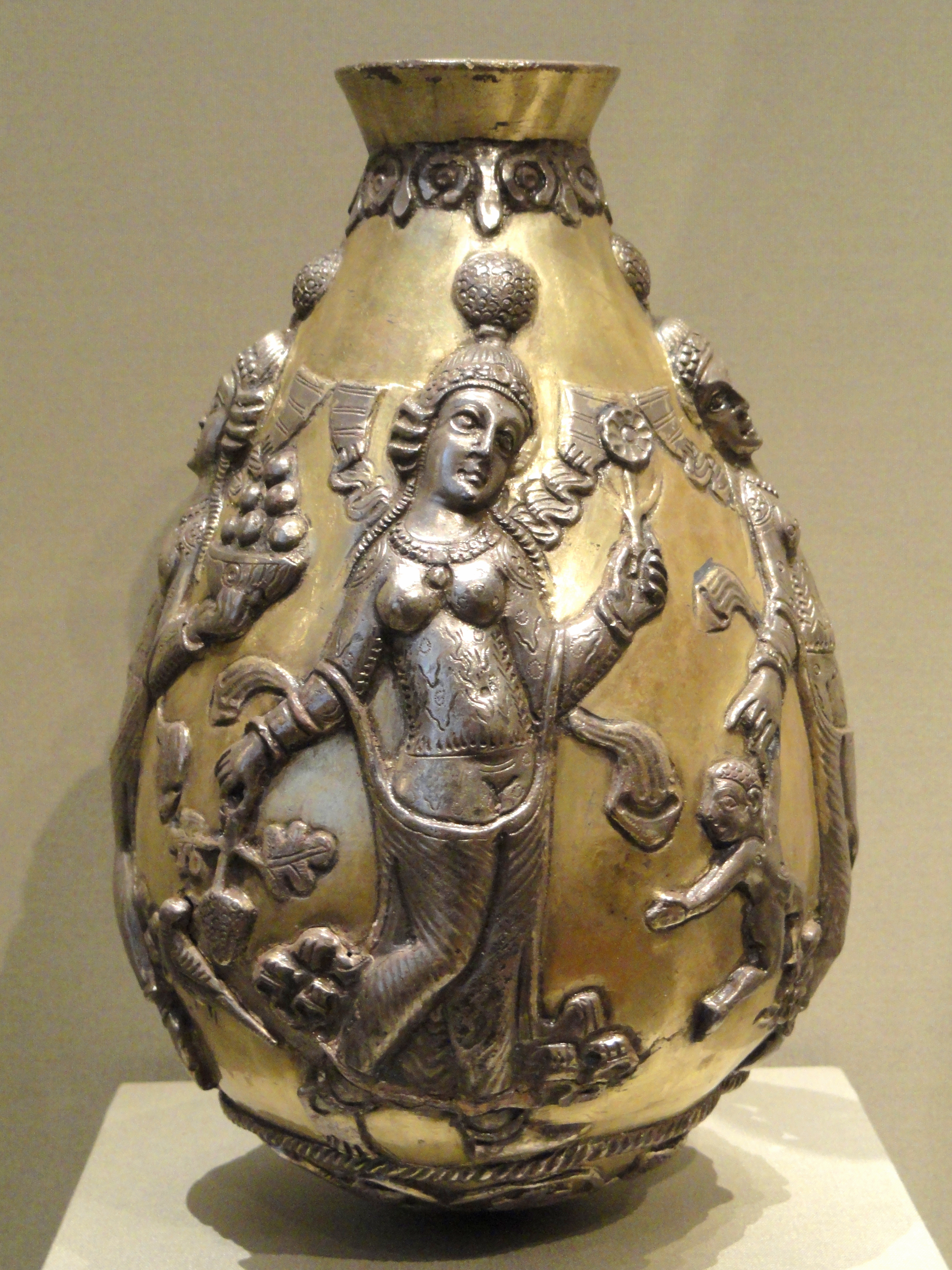
Sassanidische Vase vom 4.–6. Jahrhundert (Cleveland Museum of Art)

Die älteste Überlieferung von Anahita stammt aus dem Avesta. Das 5. Kapitel des Yascht, dem Aban Yascht, ist Ardvi Sǔra Anǎhita gewidmet. Dort erscheint die Gottheit als himmlische Quelle, von der alles Wasser der Erde stammt. Das Buch enthält viele Informationen von iranischen Legenden, indem es mehrere Helden auflistet, die Anahita verehrt und um Hilfe angefleht haben. Über das Yascht erhält man Einblick in die Persönlichkeit und Mythologie im Gegensatz zu anderen Quellen, in denen meistens nur der Name und die Epitheta aufgeführt sind.
In der nächsten wichtigen Überlieferung, den achämenidischen Königsinschriften gibt es keine Hinweise auf einen generellen Kult für Anahita. In den Verwaltungsarchiven von Persepolis wird sie nicht erwähnt. Artaxerxes II. hat als einziger Achämenidenkönig die Gottheit auf zwei Inschriften von Susa aufgeführt (A2Sa, A2Sd). Gemäß den antiken Quellen stellte der gleiche König eine Statue in einem Heiligtum in Hagmatana auf.
Im Zuge der arsakidischen Herrschaft in Armenien, wo die interne Konsistenz des iranischen Pantheons und dessen mythologisches Geflecht eine untergeordnete Rolle spielten, entwickelte sich Anahita dann allmählich zu einer deutlich eigenständigeren Gottheit und hierbei als Muttergottheit Anahit im Triumvirat mit Aramazd (armenisch/parthisch für Ahura Mazda) und Vahagn-Vram (armenisch/parthisch für Verethragna) zur Schutzpatronin des gesamten Staates. Zu dieser armenischen Form des Kultes soll die sakrale Promiskuität gehört haben.
Durch synkretische Einflüsse von der mesopotamischen Ischtar wie auch während der Ära der hellenistisch-geprägten Seleukiden und Arsakiden mit Aphrodite-Venus nahm Anahita Eigenschaften an, die nicht aus den älteren iranischen Quellen bekannt sind. Im Zuge solcher Einflüsse wurde Anahita mit dem Planeten Venus identifiziert, und im Iran bekam der Himmelskörper ihren Namen. Der alte iranische Name des Planeten Venus war Mithra, wie es auch in alt-griechischen Texten und bis heute in manchen neu-iranischen Dialekten noch belegt ist. Das änderte sich ebenfalls in der hellenistischen Ära durch die Verschmelzung der Figur des Mithras mit Apollon, dem griechischen Lichtgott, und Schamasch, dem babylonischen Sonnengott. Dadurch verlor wiederum der ur-iranische Sonnengott Hvare Xšaēta, neupersisch Chorschid, seine Rolle. In der mittelpersischen Sprache wurden dann Mithra und die Sonne mit dem Wort Mihr bezeichnet, das Licht mit dem stammverwandten Wort Mehr.

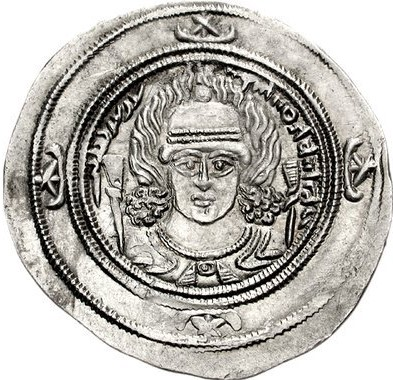
Münze von Chosrau II. mit Darstellung von Anahita mit Flammennimbus

Die Herrscher der späten vorislamischen Dynastie der Sassaniden waren vor ihrem Aufstieg zur Macht selbst zoroastrische Priester in Istachr, und einige von ihnen übten noch als Großkönige diese priesterliche Funktion aus. In dieser Zeit wurde Anahita von den Hellenen mit Artemis identifiziert; gelegentlich wurde sie auch als Aphrodite Anaïtis bezeichnet.
Der neunte Tag sowie der achte Monat des Jahres sind im zoroastrischen Kalender dem Wasser geweiht und stehen unter seinem Schutz. Entsprechend wird Anahita weiterhin von Zoroastriern am Namenstag des Wassers gefeiert, insbesondere am Abanagan, dem neunten Tag des achten Monats. Im Zoroastrismus wird heute noch die rituelle Reinigung und „Gabe des Wassers“ (Ab-Zohr bzw. Ape-Zaothra) bei Rezitation des „Aban Yasht“ gefeiert. Als „Aban“ ist das Wasser auch der Name des achten Monats des iranischen Zivilkalenders von 1925.

## Kultstätten

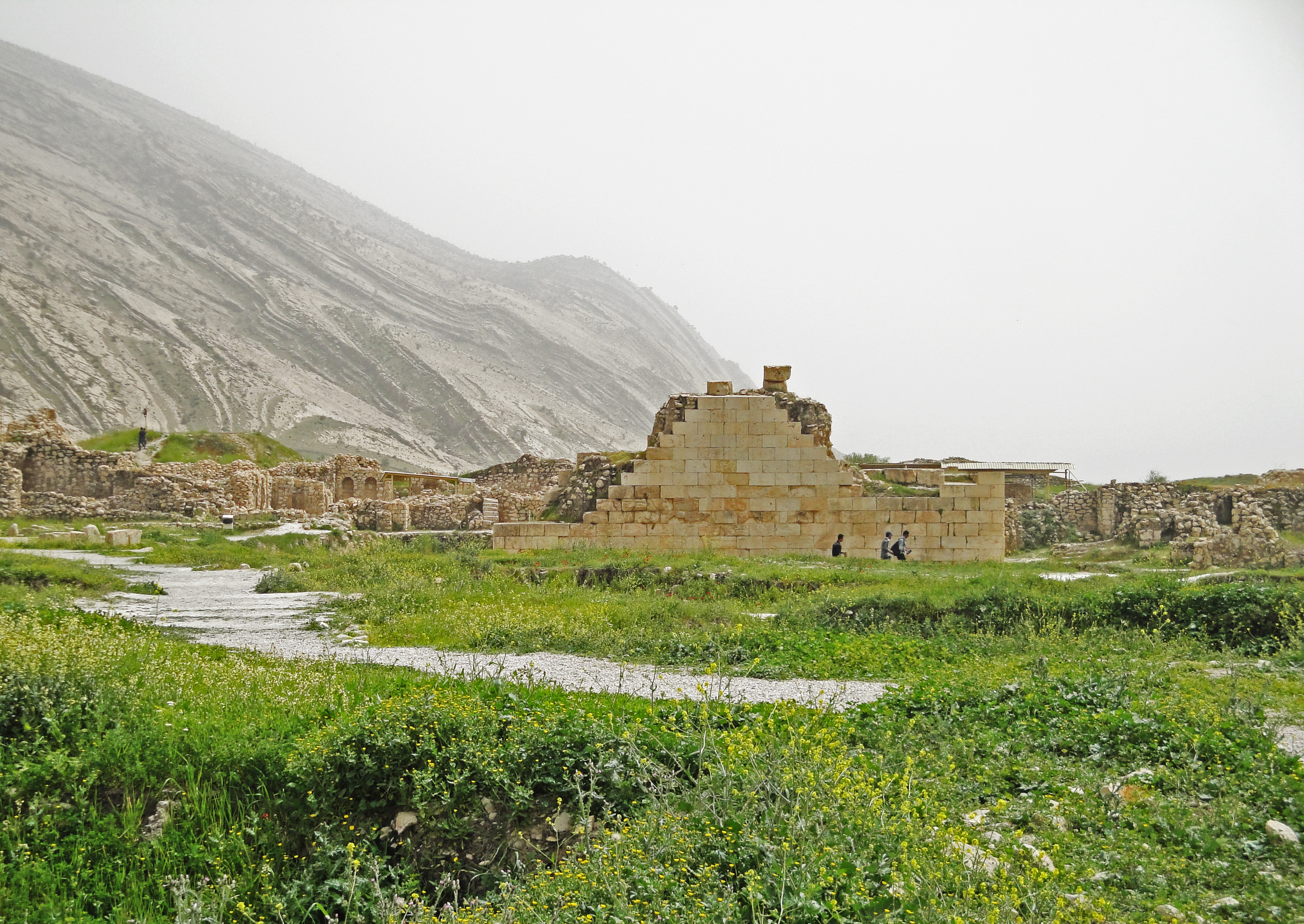
Ruinen von Tempel von Anahita in Bischapur

Polybios erwähnt ein Anahita-Heiligtum in Ekbatana. Als Kultstätte der Gottheit diente möglicherweise auch ein Tempel in der Palastanlage von Bischapur, wobei auch diese Interpretation fraglich ist. Ob das Monument von Kangavar, das oft als Tempel der Anahita bezeichnet wird, diese Funktion tatsächlich erfüllte, ist mehr als fraglich. Als charakteristisch für ein Anahita-Heiligtum ist eigentlich eine nicht versiegende Quelle anzunehmen. Dass es in Anhita-Heiligtümern zu Tempelprostitution kam, wird vielfach angenommen, aber es gibt keine Belege dafür.
Siehe auch: Minar (Iran)